# Caccobius setifer
Caccobius setifer là một loài bọ cánh cứng trong họ Bọ hung (Scarabaeidae).